# Vila Acaba-Mundo
Vila Acaba Mundo é um bairro da região administrativa do Centro-Sul, na cidade de Belo Horizonte, em Minas Gerais.
Possui o Fórum de Entidades do Entorno das Minerações do Acaba Mundo (Femam) que discute melhorias para a Vila e o seu relacionamento com a mineração Lagoa Seca.